# Schaatsen op de Winteruniversiade 2017
Langebaanschaatsen was een onderdeel op de Winteruniversiade 2017 in Almaty, Kazachstan. Er werd van 31 januari t/m 6 februari geschaatst op de hooggelegen buitenijsbaan Medeu. Op het programma stonden veertien onderdelen, ten opzichte van 2013 was de massastart erbij gekomen.

## Podia

### Mannen
| Afstand       | Goud             | Zilver             | Brons               |
| ------------- | ---------------- | ------------------ | ------------------- |
| 2×500m        | Cha Min-kyu      | Koto Nakao         | Kim Young-jin       |
| 1000m         | Cha Min-kyu      | Martijn van Oosten | Ryu Kosaka          |
| 1500m         | Kirill Goloebev  | Martijn van Oosten | Junya Miwa          |
| 5000m         | Davide Ghiotto   | Seitaro Ichinohe   | Linus Heidegger     |
| 10.000m       | Davide Ghiotto   | Masahito Obayashi  | Moon Hyun-woong     |
| Massastart    | Seitaro Ichinohe | Lee Jin-yeong      | Aleksandr Razorenov |
| Achtervolging | Zuid-Korea       | Japan              | Nederland           |

### Vrouwen
| Afstand       | Goud                    | Zilver          | Brons                   |
| ------------- | ----------------------- | --------------- | ----------------------- |
| 2×500m        | Kim Hyun-yung           | Arisa Tsujimoto | Aleksandra Katsjoerkina |
| 1000m         | Aleksandra Katsjoerkina | Kim Hyun-yung   | Jekaterina Ajdova       |
| 1500m         | Aleksandra Katsjoerkina | Nana Takahashi  | Jekaterina Ajdova       |
| 3000m         | Marina Zoejeva          | Nana Takahashi  | Jelena Sochrjakova      |
| 5000m         | Marina Zoejeva          | Nana Takahashi  | Lim Jung-soo            |
| Massastart    | Anna Pristalova         | Nene Sakai      | Jun Ye-jin              |
| Achtervolging | Zuid-Korea              | Rusland         | Japan                   |

## Medaillespiegel
| Pos. | Land        | Goud | Zilver | Brons | Totaal |
| ---- | ----------- | ---- | ------ | ----- | ------ |
| 1    | Zuid-Korea  | 5    | 2      | 4     | 11     |
| 2    | Rusland     | 4    | 1      | 3     | 8      |
| 3    | Italië      | 2    | 0      | 0     | 2      |
| 3    | Wit-Rusland | 2    | 0      | 0     | 2      |
| 5    | Japan       | 1    | 9      | 3     | 13     |
| 6    | Nederland   | 0    | 2      | 1     | 3      |
| 7    | Kazachstan  | 0    | 0      | 2     | 2      |
| 8    | Oostenrijk  | 0    | 0      | 1     | 1      |

Winteruniversiade

1968 Innsbruck · 
1970 Rovaniemi · 
1972 Lake Placid · 
1991 Sapporo · 
1997 Muju · 
2005 Innsbruck · 
2007 Turijn · 
2009 Harbin · 
2013 Trentino/Baselga · 
2017 Almaty · 
2023 Lake Placid
Wereld Universiteitskampioenschap

2012 Zakopane · 
2014 Almaty · 
2016 Baselga di Pinè · 
2018 Minsk · 
2020 Amsterdam · 
2022 Lake Placid · 
2024 Hamar